# Le Grand Sam
Pour plus de détails, voir Fiche technique et Distribution.
Le Grand Sam (titre original : North to Alaska, titre belge : À nous la bagarre) est un film américain réalisé par Henry Hathaway, pour la Twentieth Century Fox, sorti en 1960.

## Synopsis
L'Alaska au tournant des années 1900 : Deux chercheurs d'or associés, Sam McCord et George Pratt, trouvent un filon sur leur concession. George envoie alors Sam à Seattle, avec mission de lui ramener sa fiancée ; Sam découvrant que celle-ci - lassée d'attendre - s'est mariée, s'ingénie à lui en trouver une autre : ce sera Michelle, surnommée « Angel », une chanteuse de saloon. Les choses se compliquent lorsque la jeune femme s'éprend de Sam et que le frère de George, Billy, s'intéresse également à elle. Par ailleurs, un autre chercheur d'or, Frankie Canon, tente de subtiliser la concession de Pratt et McCord...

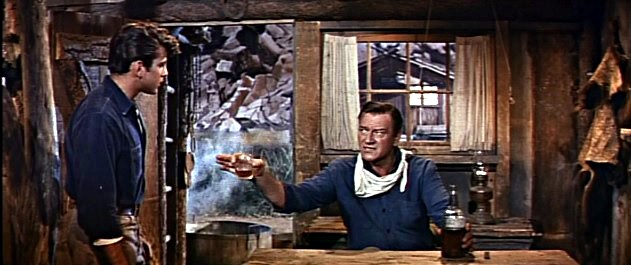
Fabian et John Wayne

## Critique
Brillamment mis en scène par le vétéran Henry Hathaway, Le Grand Sam est inclassable : on y retrouve des ingrédients du film d'aventures, de la comédie et du western, avec notamment des séquences humoristiques et des bagarres homériques. Les acteurs s'en sont manifestement donnés à cœur joie, à commencer par le "triangle amoureux", John Wayne, Stewart Granger et Capucine.

## Fiche technique
- Réalisateur : Henry Hathaway
- Scénario : John Lee Mahin, Martin Rackin et Claude Binyon, d'après la pièce Birthday Gift de Ladislas Fodor sur une idée de John Kafka
- Photographie : Leon Shamroy
- Direction artistique : Duncan Cramer (en) et Jack Martin Smith
- Assistant réalisateur : Richard Talmadge[2]
- Décors : Walter M. Scott et Stuart A. Reiss
- Costumes : Bill Thomas
- Musique : Lionel Newman
- Montage : Dorothy Spencer
- Producteur : Henry Hathaway
- Langue : anglais
- Genre : Film d'aventures
- Format : Couleurs (en CinemaScope)
- Durée : 117 minutes
- Date de sortie
  - États-Unis : 10 novembre 1960
- Affiche : Boris Grinsson (France)

## Distribution
- John Wayne (VF : Claude Bertrand) : Sam McCord
- Capucine (VF : Nadine Alari) : Michelle "Angel" Bonnet
- Stewart Granger (VF : Marc Cassot) : George Pratt
- Ernie Kovacs (VF : Jean-Claude Michel) : Frankie Canon
- Fabian Forte (VF : Michel Cogoni) : Billy Pratt
- Mickey Shaughnessy (VF : Henri Virlojeux) : Peter Boggs
- Karl Swenson (VF : Roger Carel) : Lars Nordquist
- Joe Sawyer (VF : Serge Nadaud) : le commissaire aux concessions
- Kathleen Freeman (VF : Hélène Tossy) : Lena Nordquist
- John Qualen (VF : Pierre Fromont) : Logger
- Stanley Adams (VF : Fernand Rauzéna) : Breezy
- Lilyan Chauvin : Jenny Lamont
- Douglas Dick : le lieutenant

Et, parmi les acteurs non crédités :
- Esther Dale : une femme au pique-nique
- James Griffith : le chef de l'Armée du Salut
- Marcel Hillaire : le mari de Jenny
- Tudor Owen : le commissaire de bord
- Milton Selzer : un musicien de l'Armée du Salut

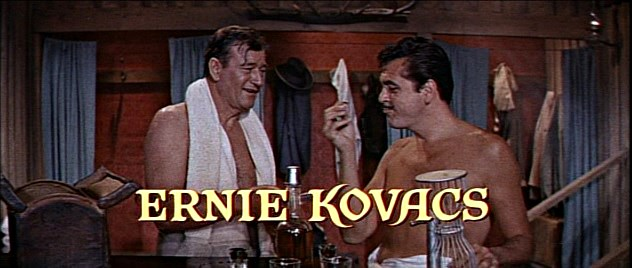
John Wayne (Sam McCord) et Ernie Kovac (Frankie Canon)
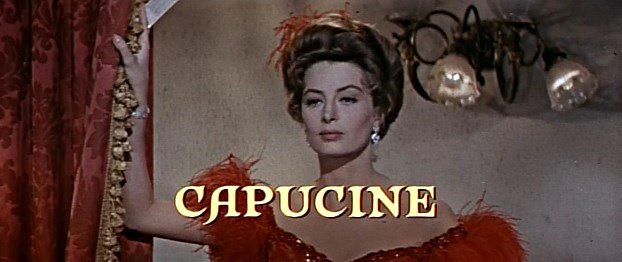
Capucine (Michelle "Angel" Bonnet)
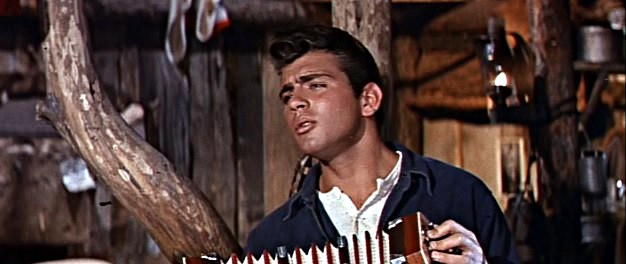
Fabian (Billy Pratt)
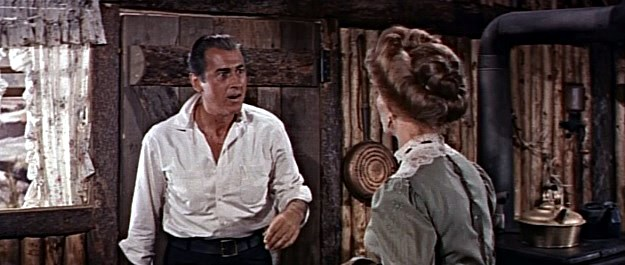
Stewart Granger (George Pratt) et Capucine

## Biographie
- Jean Domarchi, Arts no 809, Paris, 15 février 1961
- L.M., France-Observateur, Paris, 16 février 1961
- Jacques Villeroi, Les Lettres françaises no 863, Paris, 16 février 1961
- Bertrand Tavernier, « Le Grand Sam », Cinéma 61 no 54, FFCC, Paris, mars 1961,  (ISSN 0045-6926)
- Jean Bourdin, « Le Grand Sam », Téléciné, no 96, Paris, Fédération des Loisirs et Culture Cinématographique (FLECC), mai 1961,  (ISSN 0049-3287)